# 遠藤さやか
遠藤 さやか（えんどう さやか、2月5日 - ）は、日本の女性声優。神奈川県出身。81プロデュース所属。

## 人物
趣味・特技は読書、マッサージ。

## 出演

### テレビアニメ
- メタルファイト ベイブレード 爆（2010年、子供A）
- 青の祓魔師（2011年、主婦A、ギャル）
- Dororonえん魔くん メ〜ラめら（2011年、おばちゃん）
- テンカイナイト（2014年、6年生グループ）
- 笑ゥせぇるすまんNEW（2017年、ちいママ、同僚、鴨野明子、店長、ママ友、夢見の妻 ほか）

### 劇場アニメ
- 劇場版 戦国BASARA -The Last Party-（2011年、村人）

### ゲーム
- ファイナルファンタジーVII リメイク（2020年）

### 吹き替え

#### 映画
- イノセント・ガーデン（女子）
- 疑惑の影（ポッター夫人、ヘンダーソン）
- ゲットバック（売店店員）
- コッホ先生と僕らの革命（クラーゼン、ザルヒョウ）
- 最後のマイ・ウェイ（ジョゼット・フランソワ〈サブリナ・セヴク〉）
- ジャッジ・ドレッド（館内放送）
- ダブル -完全犯罪-
- ドクター・エクソシスト（ライリー、ジェイク）
- 七つの大罪（グレッグソン）
- パーフェクト・ヒート（ラニ）
- ハウスメイド
- プール（ジョナ、少年）
- 42 〜世界を変えた男〜（エド）
- ホビット 思いがけない冒険（ベラドンナ、チーズ売り）
- UFO 侵略（キャスター）
- ROMA/ローマ

#### ドラマ
- iCarly（ブレッカー）
- アンフォゲッタブル 完全記憶捜査（ミーナ・レヴィ 他）
- インスティンクト -異常犯罪捜査-（エラ、教授2）
- NCIS:LA 〜極秘潜入捜査班（セリーナ、ミラー・ジェーン 他）
- カイルXY（女性係員）
- 恋のからさわぎ（ホランド校長、カーラ）
- 刑事トム・ソーン 声なき目撃者（クロエ）
- 恋するマンハッタン（メロディ 他）
- ザ・ミドル 中流家族のフツーの幸せ（エレン）
- サム&キャット（エリス、シーラ）
- ジェシー!（デリア）
- 大風水（ノグク公主、ジョンデ妻）
- 太陽を抱く月（パク尚宮 他）
- ティーン・スパイ K.C.（アメリ）
- 跳べ!ロックガールズ 〜メダルへの誓い（レポーター女）
- ビクトリアス（グヴェン）
- 百年の花嫁（チョ氏）
- 鏢行天下 前伝（雪姫）
- メンタリスト（ステイシー、駐車場の女）
- 野王〜愛と欲望の果て〜（ウンス 他）
- やってないってば!（デリア・デルフィーノ〈サラ・ギルマン〉）
- ラコニア号 知られざる戦火の奇跡（サラ、アンソニー）
- ランナウェイズ（モリー・ヘルナンデス〈アレグラ・アコスタ〉、アリス）
- リベンジ（院内アナウンス、酒場の女1）
- LAW&ORDER:クリミナル・インテント

#### アニメ
- ビッケはちいさなバイキング（イルバ、ギルビー）
- キック ザ・びっくりボーイ（ヘルガ、チカレリ）
- スイチュー! フレンズ（コイ、エスマルゴ）
- ベン10：エイリアンフォース（シセリー）
- きかんしゃトーマス めざせ!夢のチャンピオンカップ（ジフ）

### デジタルコミック
- 真・週刊コミックTV+ O/A（秋本ラン）

### テレビ番組
- にっぽん!歴史鑑定
  - 「大奥スキャンダル・絵島生島事件」（天英院、絵島）
  - 「忠犬ハチ公の真実」（夫人）
- 三菱I-MiEV 誕生の舞台裏（キャシー 他）

### ボイスオーバー
- アンソニー世界を喰らう
- 大自然の守り人 フィンランド
- China Wow!
  - 「コーヒーと伝統茶」
  - 「女性たちの結婚大作戦」
- ナイジェラキッチン
- ナショジオ ワイルド 惨劇!ジョーズの襲撃
- BS世界のドキュメンタリー
  - ソマリア沖海賊との攻防
  - ネット社会""電子図書館""の波紋〜グーグル・ブックス構想をめぐって〜（パメラ、ユイ・チュン・レイ 他）
- 未来サイエンス

### その他コンテンツ
- うごくえほん「ねむりひめ」（魔女、小鳥）